# Sevsk
Sevsk (en rus: Севск) és una ciutat de l'óblast de Briansk, a Rússia, que el 2019 tenia 6.616 habitants, és seu administrativa del districte homònim.

## Fills Il·lustres
- Ivan Petrovski (1901-1973), matemàtic i rector de la Universitat Estatal de Moscou.